# Asterix och vikingarna
Asterix och vikingarna (franska: Astérix et les Normands) är det nionde albumet i den tecknade serien Asterix. Manuset är skrivet av René Goscinny och serien är tecknad av Albert Uderzo. Serien publicerades först i den franska tidningen Pilote nummer 340–361 28 april–22 september 1966. På originalspråket franska kom seriealbumet ut 1966, och på svenska gavs albumet ut 1970, som ett av de första i Sverige.

## Handling
I albumet möter Asterix för första gången de, av alla utom gallerna i den lilla byn, fruktade vikingarna. Vikingarna själva söker förtvivlat efter något som de kan bli skrämda av. De saknar nämligen förmågan att bli rädda, något de skäms över att inte bemästra, och som de också misstolkat till att det ger en flygförmåga; rädslan ger en vingar. Samtidigt kommer byns hövding Majestix' unge brorson Goudurix till byn för att Asterix och Obelix ska göra en man av honom. Goudurix är en feg krake och när vikingarna ser honom, tror de att han är rädslans mästare och kidnappar honom så att han kan lära vikingarna att flyga. Nu är det upp till Asterix och Obelix att rädda honom.

## Övrigt
- Detta äventyr är det första där Obelix rycker upp ett träd med rötterna, till Idefix stora sorg.  Obelix vill bevisa att han inte är stark längre och behöver trolldryck.
- Alla vikingar har horn på sina hjälmar, i likhet med den väl spridda men osanna faktoiden att vikingar skulle ha behornade hjälmar.
- Vikingatiden inföll egentligen senare än romartiden.

## Film
2006 utkom den animerade filmen Asterix och vikingarna.

## Svensk utgivning
- Goscinny, René/Uderzo, Albert (1970). Asterix och vikingarna. Hemmets Journal AB. Två utgåvor: en med limmad rygg, en inbunden.[1] Översättare: Björn Ragnarsson.
- Goscinny, René; Uderzo Albert, Emond Ingrid 1925- (1980). Asterix och vikingarna. Asterix-album ; 3. Malmö: Hemmets journal. Libris 7633252. ISBN 91-7300-866-4
- Goscinny, René; Uderzo Albert, Emond Ingrid 1925- (1986). Asterix. [3], Asterix och vikingarna ; Asterix drar i fält ; Asterix - romarnas skräck ; Asterix på olympiaden. Malmö: Richter. Libris 537378. ISBN 91-7706-311-2
- Goscinny, René; Uderzo Albert, Emond Ingrid 1925- (1998). Asterix och vikingarna. Asterix ; 3 (Ny utg.). Malmö: Egmont serieförl. Libris 7674714. ISBN 91-7912-812-2
- Goscinny, René; Uderzo Albert, Berner Horst, Emond Ingrid (2001). Tvekampen ; Asterix och britterna ; Asterix och vikingarna. Asterix - den kompletta samlingen ; 3. Malmö: Egmont serieförl. Libris 8398529. ISBN 91-7269-209-X